# Folklor japoński
Folklor w Japonii był pod wpływem shintō i buddyzmu, czyli dwóch głównych religii kraju. Rezultatem tych powiązań są m.in. liczne opowieści i legendy, które w sposób humorystyczny, dziwaczny lub przerażający opisują postacie, sytuacje i zjawiska. Bohaterami tych przypowieści są także nadnaturalne istoty różnego rodzaju. Poczynając od świętych, jak bosatsu (bodhisattwy) i kami (bogowie i czczone duchy), poprzez yūrei (duchy), smoki i zwierzęta o nadprzyrodzonych mocach, jak kitsune (lis), tanuki (jenot), mujina (borsuk), bakeneko (zmiennokształtny kot) i baku (tapir), również obiekty sakralne i opętane przedmioty, a kończąc na yōkai (potworach, diabłach, straszydłach, widmach, zjawach), jak oni, kappa czy tengu.
Japońskie opowieści folklorystyczne można podzielić na kilka kategorii: mukashi-banashi, opowieści o dawnych czasach; namida-banashi, smutne historie; obake-banashi, opowieści o duchach; ongaeshi-banashi, historie o wdzięczności; tonchi-banashi, dowcipy; warai-banashi, zabawne historie oraz yokubari-banashi, opowieści o chciwości.
Niektóre znane japońskie bajki ludowe i legendy:
- Kintarō, o przygodach Złotego Chłopca;
- Momotarō, o Brzoskwiniowym Chłopcu, który walczył z diabłami;
- Tarō Urashima, o dzielnym chłopcu, który uratował żółwia i odwiedził pałac króla mórz na dnie oceanu;
- Issun-bōshi, o Jedno-calowym Chłopcu;
- Tsuru no ongaeshi, o wdzięczności żurawia dla pary starców;
- Tokoyo, o dziewczynie, która odzyskała honor swojego ojca-samuraja;
- Bumbuku-chagama ("Szczęśliwy kociołek"), o tanukim, który zmieniał się w czajnik do herbaty;
- Tamamo-no-Mae, o złej kobiecie-lisie;
- Shita-kiri suzume, o wróbelku, któremu zła kobieta odcięła język;
- Kiyohime, o zemście;
- Banchō Sarayashiki, opowieść o duchach z Okiku;
- Yotsuya-kaidan, opowieść o duchach, zdradzie i zemście;
- Hanasaka Jiisan;
- Taketori monogatari, czyli Opowieść o zbieraczu bambusu;
- Jiraiya Gōketsu Monogatari.

Folklor japoński był pod wpływem literatury zagranicznej, jak również animizmatycznych religii. Niektóre historie ze starożytnych Indii miały wpływ na kształtowanie się japońskich opowieści. Indyjskie historie zostały znacznie zmodyfikowane i dostosowane w taki sposób, aby trafiać do zwykłych ludzi w Japonii.
Opowieści z japońskiego folkloru zostały zarówno pod wpływem sanskrytu Itihasy Ramajana, jak i chińskiej klasycznej Wędrówki na Zachód. Wiele opowieści wzięło swój początek z buddyjskiej dżataki.
W dawnych czasach podróżowali po kraju gawędziarze (kami-shibai no ojisan), którzy opowiadali historie, ilustrując je rysunkami na kartach. Pokazy te nazywano kami-shibai (dosł. papierowy teatr).